# Uherské Hradiště
Uherské Hradiště é uma cidade checa localizada na região de Zlín, distrito de Uherské Hradiště.